# قباد مرتضوی فارسانی
سید قباد مرتضوی فارسانی (زادهٔ ۱۳۴۷در فارسان) نمایندهٔ حوزهٔ انتخابیهٔ اردل، فارسان، کیار و کوهرنگ در دورهٔ هفتم مجلس شورای اسلامی بوده‌است.